# Olav Økern
Olav Økern, född 3 juni 1911, död 11 april 2000, var en norsk längdskidåkare som tävlade under 1930-, 1940- och 1950-talen. Han kom trea på 4 x 10 kilometer stafett under OS i Sankt Moritz 1948. Han mottog Holmenkollmedaljen 1950.